# Bygdøy
Bygdøy (före 1877 kallad Ladegaardsøen) är en halvö i västra delen av Oslo i Norge. Bygdøy ingår i stadsdelen Frogner. 
På Bygdøy ligger Bygdøy Kongsgård, Oscarshalls slott och fem museer: Vikingskipshuset, Kon-Tikimuseet (med Kon-Tiki och Ra II), Frammuseet, Norskt Maritimt Museum och Norsk Folkemuseum.

## Museer
Bygdøy har fem museer: 

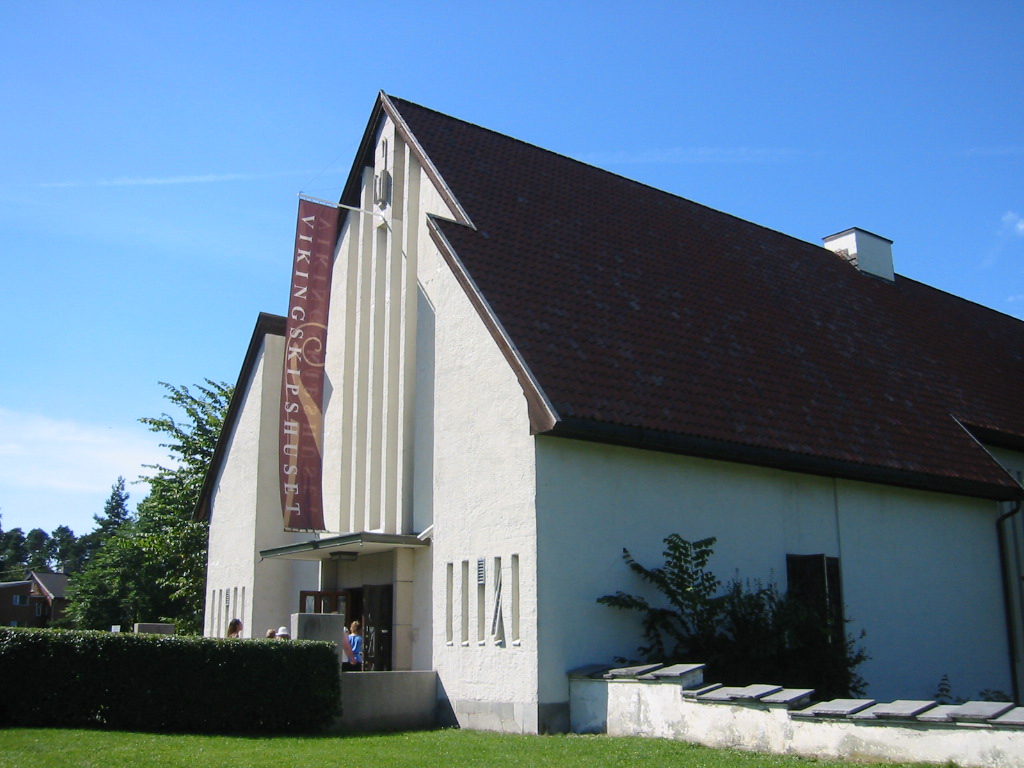
Vikingaskeppsmuseet

- Kon-Tiki-museet – utställningar om Thor Heyerdahls expeditioner[1]
- Norsk Folkemuseum| – friluftsmuseum med byggnader, som flyttats dit från städer och platser på landsbygden[2]
- Vikingskipshuset – museum för Osebergsskeppet, Gokstadsskeppet och Tuneskeppet[3]
- Norsk Sjøfartsmuseum – museum för kustkultur och sjöfartshistoria[4]
- Frammuseet – museum för Roald Amundsens Fram[5]